# Baijiazhuang
Baijiazhuang är en socken i Kina. Den ligger i provinsen Shanxi, i den norra delen av landet, omkring 190 kilometer nordost om provinshuvudstaden Taiyuan. Antalet invånare är 8 188. Befolkningen består av 3 819 kvinnor och 4 369 män. Barn under 15 år utgör 19,0 %, vuxna 15-64 år 71 %, och äldre över 65 år 9,0 %.
Runt Baijiazhuang är det ganska tätbefolkat, med 104 invånare per kvadratkilometer. Närmaste större samhälle är Shahe, 14,5 km sydväst om Baijiazhuang. Trakten runt Baijiazhuang består i huvudsak av gräsmarker.
Genomsnittlig årsnederbörd är 671 millimeter. Den regnigaste månaden är juli, med i genomsnitt 170 mm nederbörd, och den torraste är januari, med 4 mm nederbörd.